# Leyla McCalla

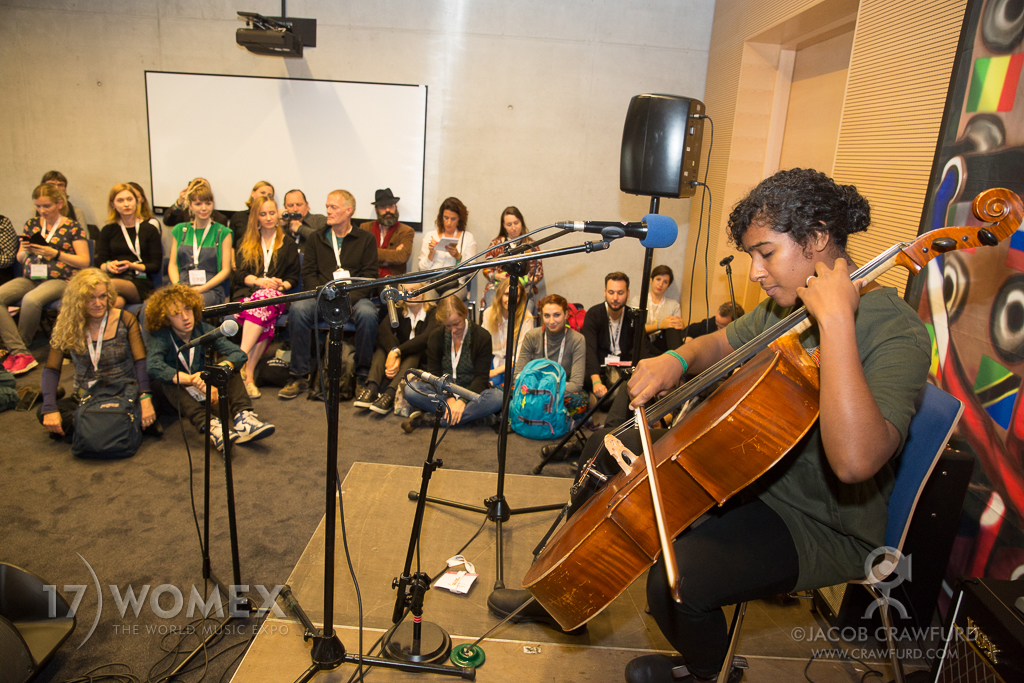
Leyla McCalla (2017)

Leyla Sarah McCalla (* 3. Oktober 1985 in New York) ist eine amerikanische Singer-Songwriterin, Cellistin und Banjospielerin, die in ihrer Musik die Traditionen der Kreolen, der Cajuns und der Haitianer mit nordamerikanischem Folk, Bluegrass und Jazz verbindet.

## Leben und Wirken
McCalla wuchs in New Jersey und Ghana auf; ihre politisch aktiven Eltern waren aus Haiti in die USA eingewandert. Nach einem Jahr auf dem Smith College studierte sie an der New York University klassisches Cello. Dann wurde sie als Teil der Folkband Carolina Chocolate Drops bekannt, mit der sie mehrere Alben einspielte und einen Grammy erhielt.
2009 zog sie nach New Orleans, um dort Familie zu gründen. In mehreren Exkursionen nach Haiti erforschte sie zudem die Musik ihrer Vorfahren. Inzwischen sind ihre Hauptinstrumente Banjo und Gitarre.
Ihr erstes Album unter eigenem Namen Vari-Colored Songs war eine Hommage an den Dichter Langston Hughes von der Harlem Renaissance; ihr zweites Album A Day for the Hunter, a Day for the Prey (unterstützt durch Musiker wie Marc Ribot) bedeutete 2016 ihren Durchbruch als Solokünstlerin. In ihrem dritten Album unter eigenem Namen Capitalist Blues lotet sie unter Beteiligung von Musikern aus New Orleans die Mechanismen des Kapitalismus aus. Gemeinsam mit Rhiannon Giddens, Amythyst Kiah und Allison Russell legte sie 2019 zudem das Album Songs of Our Native Daughters vor. Weiterhin ist sie auf Alben von Raphaël Imbert zu hören.
Auf Grundlage des Wirkens von Michèle Montas und Jean Dominique bei Radio Haiti-Inter entwickelte McCalla ein Theaterprojekt für die Duke University. Das Material nutzte sie anschließend für die Produktion ihres Albums Breaking the Thermometer (2022).

## Diskographische Hinweise
- Vari-Colored Songs: A Tribute to Langston Hughes (2014)
- A Day for the Hunter, A Day for the Prey (Jazz Village/Harmonia Mundi 2016)[3]
- Capitalist Blues (Jazz Village/PIAS 2019; Platz 14 der US-Jazzcharts)[4]
- Breaking the Thermometer (2022)